# Peter, Sue & Marc
 (mars 2010).
Si vous disposez d'ouvrages ou d'articles de référence ou si vous connaissez des sites web de qualité traitant du thème abordé ici, merci de compléter l'article en donnant les références utiles à sa vérifiabilité et en les liant à la section « Notes et références ».
Peter, Sue et Marc est un groupe de musiciens suisse, formé en 1968 et originaire de Berne. Ses membres sont Peter Reber (né en 1949, au chant, au piano et à la guitare), Sue Schell (née en 1950 à New York, au chant), et Marc Dietrich (né en 1948, au chant et à la guitare).

## Carrière
Ils vendent plus de 2 millions d'album en Suisse, et se sont produits en tournée dans de nombreux pays, dont l'Allemagne, l'Autriche, et le Japon.
Leur plus grand hit est Cindy, en 1976. Leur chanson Birds of Paradise (Oiseaux du paradis), a connu un franc succès en Slovaquie en 2006. Initialement, cette chanson a été jouée à l'enterrement des 42 victimes d'un accident d'avion, et en conséquence de nombreux appels aux stations de radios demandant le passage de cette chanson ont été enregistrés.

## Participations à l'Eurovision
Peter, Sue et Marc ont représenté la Suisse au Concours Eurovision de la Chanson à 4 reprises, et en 4 langues différentes :
- En français en  1971, avec Les Illusions de nos vingt ans, 12e place.
- En anglais en 1976, avec Djambo, Djambo, 4e place.
- En allemand en 1979, avec Trödler und Co, 10e place.
- En italien en 1981, avec Io senza te, 4e place.

Au cours de leur carrière, ils ont tenté à de nombreuses autres reprises de participer à l'Eurovision:
- Ils se classent en 3e position des qualifications internes, avec Es kommt ein Tag, en 1973, année où Patrick Juvet sera choisi comme représentant de la Suisse.
- En 1974, ils échouent de nouveau à se qualifier, avec Frei.
- En 1975, ils terminent à la quatrième place avec Lève-toi le soleil.
- En 1978, ils participent aux qualifications allemandes, avec la chanson Charlie Chaplin, et finissent troisièmes.